# The Weight
Singles de The Band
Up on Cripple Creek
(1969)
The Weight (fr: «le poids») est une chanson du groupe de rock canadien The Band, sortie en 1968 d'abord en single et puis sur leur premier album Music from Big Pink. L'auteur de la chanson est Robbie Robertson.
La chanson fut incluse dans la sélection des « 500 chansons qui ont façonné le rock 'n' roll  » (500 Songs that Shaped Rock and Roll) du Rock and Roll Hall of Fame.

## Autres usages
La chanson a été utilisée dans le film américain Easy Rider, sorti en juillet 1969.